# Karol Kopeć (rolnik)
Karol Kopeć (ur. 23 maja 1896 w Starym Rachowie, zm. po 9 maja 1938) – polski rolnik i działacz niepodległościowy, kapral rezerwy Wojska Polskiego, kawaler Orderu Virtuti Militari.

## Życiorys
Urodził się 23 maja 1896 we wsi Stary Rachów, w ówczesnym powiecie janowskim guberni lubelskiej, w rodzinie Walentego i Stefanii z Mianowanych. Wychowywał się przy rodzicach i pomagał im w pracach rolnych. Nie uczęszczał do szkoły.
4 sierpnia 1915 wstąpił do Legionów Polskich i został przydzielony do 11. kompanii III batalionu 6 pułku piechoty.
20 listopada 1918 wstąpił do Wojska Polskiego. Na wojnie z Ukraińcami, a następnie wojnie z bolszewikami walczył w szeregach 4. szwadronu 7 pułku ułanów. We wrześniu 1920 pod Stołpcami został ranny. W następnym roku został zwolniony do rezerwy.
Po zwolnieniu z wojska otrzymał, w ramach osadnictwa wojskowego, działkę o powierzchni 12 hektarów w osadzie wojskowej Fundum, na której prowadził gospodarstwo rolne. W 1933 był członkiem Przysposobienia Wojskowego Konnego we Włodzimierzu. W 1938 jego sytuacja materialna uległa poprawie na tyle, że był w stanie wpłacić kwotę 19 zł za wykonanie dyplomu i odznaki Krzyża Niepodległości, który został mu nadany pięć lat wcześniej.
Był żonaty, miał czterech synów: Józefa (ur. 23 marca 1919), Edwarda (ur. 1 grudnia 1921), Mieczysława (ur. 10 września 1926) i Lucjana (ur. 4 marca 1929).

## Ordery i odznaczenia
- Krzyż Srebrny Orderu Wojskowego Virtuti Militari nr 2671 – 1921[13][2][14][15][16]
- Krzyż Niepodległości – 2 maja 1933 „za pracę w dziele odzyskania niepodległości”[17][3][1]
- Krzyż Walecznych dwukrotnie[12]
- Medal Pamiątkowy za Wojnę 1918–1921[12]
- Odznaka pamiątkowa 7 pułku ułanów lubelskich[18]
- Krzyż Pamiątkowy 6 pułku piechoty Legionów Polskich[8]